# Mass Effect: Homeworlds
Mass Effect: Homeworlds è una serie di fumetti articolati in 4 diversi volumi ambientata nell'Universo di Mass Effect ed edito dalla Dark Horse Comics. L'autore principale, Mac Walters, ha già lavorato precedentemente ad altri fumetti dedicati alla serie e a Mass Effect 2.
Ogni volume è articolato in 32 pagine, disegnate da un artista diverso per ogni albo e colorate da Michael Atiyeh. Per ogni albo sono state realizzate due diverse copertine, ad opera rispettivamente di Anthony Palumbo e di Mike Hawthorne.

## Trama

### Numero 1
Si narra di come James Vega, convinto dall'incoraggiamento dello zio Emilio, decida di arruolarsi nell'Alleanza. Dopo un vano tentativo del padre di James di costringerlo a rimanere con lui, il ragazzo riesce a diventare un Marine.

### Numero 2
Si narra di come Tali'Zorah riesca a impossessarsi della registrazione che incastrerà Saren Arterius all'inizio di Mass Effect.

### Numero 3
Si narra delle vicende di Garrus Vakarian su Omega, dopo la morte di Shepard in Mass Effect 2.

### Numero 4
Si narra del viaggio di Liara T'Soni sul pianeta degli Hanar, dove trova le informazioni sui Razziatori che verranno poi rubate dall'Uomo Misterioso in Mass Effect 3.

## Numeri
| Numero | Data           | Autori                                        | Personaggio     |
| ------ | -------------- | --------------------------------------------- | --------------- |
| 1      | 25 aprile 2012 | Mac Walters                                   | James Vega      |
| 2      | 30 maggio 2012 | Patrick Weekes, Jeremy Barlow                 | Tali'Zorah      |
| 3      | 25 luglio 2012 | Mac Walters, John Dombrow, Jeremy Barlow      | Garrus Vakarian |
| 4      | 29 agosto 2013 | Mac Walters, Sylvia Feketekuty, Jeremy Barlow | Liara T'Soni    |